# Onychodactylus japonicus
Onychodactylus japonicus (tên tiếng Anh: Japanese Clawed Salamander) là một loài kỳ giông thuộc họ Hynobiidae.
Đây là loài đặc hữu của Nhật Bản.
Môi trường sống tự nhiên của chúng là rừng ôn đới và sông ngòi.